# Изабелла Медичи
Изабе́лла Ро́мола Ме́дичи (итал. Isabella Romola de Medici; 31 августа 1542, Флоренция, Флорентийское герцогство — 16 июля 1576, Черрето-Гвиди, великое герцогство Тосканское) — принцесса из дома Медичи, дочь Козимо I, великого герцога Тосканы. Жена герцога Паоло Джордано I из дома Орсини; в замужестве — герцогиня Браччано.
Одна из самых красивых и образованных женщин эпохи Возрождения. Покровительствовала учёным, поэтам и музыкантам. Умерла от перемежающейся лихорадки. Почти сразу после смерти герцогини возникли слухи о том, что она была задушена по приказу ревнивого супруга. Версия убийства оказалась ошибочной, но была поддержана писателями и драматургами в многочисленных произведениях.

## Биография

### Ранние годы
Изабелла Ромола родилась во Флоренции 31 августа 1542 года. Она была третьим ребёнком и второй дочерью в семье Козимо I, будущего великого герцога Тосканы, в то время герцога Флоренции, и донны Элеоноры Альварес де Толедо, аристократки из дома Толедо. По отцовской линии приходилась внучкой кондотьеру Джованни Чёрные Полосы и Марии Сальвиати, через которую её прапрадедом был сам Лоренцо Великолепный. По материнской линии она была внучкой Педро Великого, вице-короля Неаполя и Марии Осорио-и-Пиментель, маркграфини Вильяфранка-дель-Бьерсо.
Ещё в утробе принцесса проявляла такую активность, что беременная мать была уверена — у неё родится сын, а вот отец, наоборот, ожидал рождения дочери. Элеонора даже заключила пари с Козимо, что родится мальчик, и проиграла. Появившуюся на свет девочку назвали Изабеллой, в честь тётки по материнской линии и первой невесты отца, и Ромолой, в честь святого покровителя города Фьезоле. Её рождение было встречено с большой радостью в доме Медичи. По свидетельству современников, она была самым красивым ребёнком в семье герцога и герцогини Флоренции.
Детство Изабеллы прошло между палаццо Веккьо и палаццо Питти, в которых находился двор герцогства, переезжавший из одного дворца в другой. Все дети герцога и герцогини получили хорошее образование. В пять лет Изабелла приступила к изучению латинского и греческого языков. Гуманитарные науки ей преподавали филологи Антонио Анджели да Барга и Пьеро Веттори, музыку — придворный музыкант и композитор Маттиа Рамполлини. Особенно тесные отношения с детства у принцессы сложились с младшим братом Джованни, будущим кардиналом.

### Замужество
Когда Изабелле исполнилось одиннадцать лет, родители обручили её с двенадцатилетним Паоло Джордано I (1.1.1541 — 13.11.1585) из дома Орсини, сеньором Браччано и Ангвиллары. Жених Изабеллы был сыном Джероламо Орсини и Франчески Сфорца ди Санта-Фьоры; по линии отца он приходился внуком Феличе делла Ровере, незаконнорождённой дочери папы Юлия II, по линии матери — внуком Констанции Фарнезе, незаконнорождённой дочери папы Павла III.
Этот брак должен был продолжить давнюю традицию матримониальных связей между домами Орсини и Медичи. С другой стороны, герцог Флоренции надеялся таким образом укрепить позиции дома Медичи при Святом Престоле и поставить главу дома Орсини вместо традиционной службы королю Франции на службу императору Священной Римской империи.
11 июля 1553 года в Риме был подписан брачный контракт. Со стороны жениха контракт подписал его опекун, кардинал Гвидо Асканио Сфорца ди Санта-Фьора. Со стороны невесты — посланник флорентийского герцога Аверардо Серристори. 24 июля того же года договор был ратифицирован во Флоренции, куда прибыл жених и где ему пришлось поселиться под присмотром тестя.
Церемония бракосочетания состоялась во Флоренции 28 января 1556 года, перед отъездом Паоло Джордано в Рим. За месяц до этого события папа Павел IV назначил его военачальником армии Папского государства и призвал на войну против армии Испании и империи. Свадебные торжества прошли во Флоренции 3 сентября 1558 года уже по окончании войны. В честь этого события композиторы Франческо Кортечча и Филипп де Монте написали вокальные произведения.
После свадьбы молодожёны продолжили жить во Флоренции. За следующие четыре года умерли старшая и младшая сёстры Изабеллы и её мать. Оставшись единственной женщиной в семье, она поддерживала отца и заботилась о младших братьях.

### Герцогиня Браччано
9 октября 1560 года папа Пий IV даровал сеньории Браччано статус герцогства, и Паоло Джордано стал первым герцогом Браччанским, а его жена герцогиней. В октябре 1565 года герцог Флоренции подарил им виллу Поджо-Барончелли, которую по заказу его дочери украсили скульптурами работы Винченцо де Росси и Винченцо Данти.
Изабелла принимала активное участие в политической жизни Флорентийского герцогства. Она поддерживала неофициальные дипломатические контакты с жёнами глав владетельных домов. Вела переписку с Иоганной Австрийской, невестой старшего брата, перед тем, как та прибыла на свадьбу в Тоскану в декабре 1565 года. Изабелла встретила её лично и некоторое время провела с ней на вилле Подже-а-Кайяно, помогая привыкнуть к новым условиям. Во время торжественного въезда невесты наследника во Флоренцию герцогиню Браччанскую сопровождал личный двор. Она была рядом с отцом, когда в 1570 году в Риме папа Пий V даровал ему титул великого герцога Тосканы.
По свидетельству современников, Изабелла была красивой, умной и благочестивой женщиной. В своём доме во Флоренции она предоставляла убежище лицам, гонимым инквизицией. Приняла на службу протестантского теолога Фаусто Поало Соццини. Покровительствовала деятелям науки и искусства. Поддерживала творчество композитора, музыканта и певицы Маддалены Медзари по прозвищу Казулана. В свою очередь учёные, композиторы и поэты посвящали ей свои сочинения. Изабелла сама писала музыку; сохранилось единственное сочинение герцогини — композиция для лютни «Радость жизни». Уже в зрелом возрасте она серьёзно занималась математикой под руководством известного астронома и математика Иньяцио Данти.
В семье Паоло Джордано и Изабеллы долго не было детей. Отчасти в этом была виновата военная карьера герцога. Известный кондотьер, он участвовал во многих сражениях и даже был ранен в знаменитой битве при Лепанто. После ряда выкидышей герцогиня смогла выносить и родить троих детей, из которых выжили двое:
- Франческа Элеонора Орсини (1571 — 17.12.1634), принцесса Браччанская, сочеталась браком с Алессандро Сфорца (1572 — 29.4.1631), герцогом Сеньи, графом Санта-Фьора и Котиньола, маркизом Прочено и Вардзи;
- Вирджинио Орсини (1572 — 9.9.1615), 2-й герцог Браччанский, сочетался браком с Флавией Перетти-Дамашени (1573 — 14.9.1606)[2][10].

Вместе со своими детьми, по требованию великого герцога, Изабелла воспитывала младшего брата, дона Джованни, родившегося от внебрачной связи её отца с Элеонорой дельи Альбицци.

### Обстоятельства смерти
Изабелла умерла на вилле Черрето-Гвиди близ Флоренции 16 июля 1576 года.
Причиной смерти герцогини Браччано, до этого долгое время болевшей, была перемежающаяся лихорадка. Естественный характер смерти подтверждают архивные документы. Из сохранившейся обширной переписки Изабеллы с мужем видно, что герцог и герцогиня любили друг друга и Паоло Джордано переживал за здоровье больной жены. Изабелла помогала супругу на политическом поприще, и её смерть разрушила его карьеру.
Однако почти сразу после кончины герцогини Браччанской появились слухи о том, что она была убита. Источниками этих слухов, описывавших Изабеллу как развратницу, а её мужа как жестокого и эгоистичного тирана, стали хроники и откровенно клеветнические анонимные памфлеты противников дома Медичи. Слухи намеренно распространялись через дипломатическую переписку государств, враждебных великому герцогству Тосканскому. Официально было объявлено, что герцогиня Браччанская скончалась на вилле Черрето-Гвиди, где находилась по случаю охоты, что умерла она утром, когда мыла голову, и герцог Браччанский обнаружил её мёртвой на коленях.
Борьба родственников Изабеллы с клеветниками содействовала ещё большому распространению слухов. Появилось несколько версий несостоявшегося убийства. По одной из них, заскучавшая по мужскому вниманию герцогиня в отсутствие мужа завела себе любовника, которым стал присматривавший за ней юный кузен супруга. Пока был жив великий герцог, которого тоже обвиняли в кровосмесительной связи с дочерью, герцогиня Браччанская чувствовала себя в безопасности, но со смертью отца она лишилась поддержки. Новый великий герцог, её старший брат, приказал рогоносцу-мужу убить неверную жену. Приказ был исполнен, и герцогиня была задушена на вилле Черрето-Гвиди в полдень в присутствии нескольких свидетелей. По другой версии, герцог Браччанский полюбил замужнюю женщину, убил её мужа и решил избавиться от своей жены, ложно обвинив ту в измене.
Уже в XVIII веке историк Якопо Ригуччо Галлуцци в своей «Истории великого герцогства Тосканского» (1781) указал на отсутствие документов и достоверных свидетельств, подтверждающих убийство Изабеллы. Единственной причиной возникновения слухов он предположил скоропостижность смерти герцогини для подданных. Недавние исследования, проведённые главой Капитолийского исторического архива, историком Элизабеттой Мори, убедительно доказали естественный характер смерти герцогини Браччанской и фальсификацию истории её убийства.

## В культуре
Сюжет об убийстве герцогини Браччано получил широкое распространение в литературе — от кровавой трагедии «Белый дьявол» (1612) Джона Уэбстера до исторического романа «Изабелла Орсини: герцогиня Браччано» (1856) Франческо Доменико Гверрацци и исторического очерка «Медичи» (1845) Александра Дюма. Его упоминает в своих «Итальянских хрониках» Стендаль. К современным изданиям на эту тему относятся беллетризированные биографии историка Кэролайн П. Мёрфи «Убийство принцессы Медичи» (2008) и «Изабелла Медичи: яркая жизнь и трагический конец ренессансной принцессы» (2011). Этот же сюжет Валентино Сольдани использовал при создании либретто оперы «Изабелла Орсини» (1920) композитора Ренато Броджи.
Сохранилось несколько портретов Изабеллы, изображающих её в разном возрасте. Детский портрет принцессы кисти Аньоло Бронзино, написанный в 1552—1554 годах, хранится в собрании Национального музея в Стокгольме. В частной коллекции находится портрет Изабеллы с собачкой 1560 года, который атрибутируют Алессандро Аллори; кисти этого живописца принадлежит несколько портретов Изабеллы. На одном из них, написанном в 1574 году, из собрания Уодсворт Атенеума в Хартфорде, она изображена с сыном. Посмертный портрет Изабеллы 1587 года кисти неизвестного художника в Музее истории искусств в Вене, вероятно, изображает герцогиню Браччано в последние годы жизни. В галерее Уффици хранятся два портрета также кисти Алессандро Аллори, изображение герцогини на которых оспаривается исследователями: некоторые из них считают, что на «Портрете Изабеллы за музыкой» изображена Бьянка Капелло, а на «Портрете Изабеллы с мехом» — Лаудомия Медичи.

## Комментарии
1. ↑  За несколько дней до смерти Изабеллы в доме Медичи действительно произошло убийство: её младший брат задушил жену за измену[12].